# 钟辉琨
钟辉琨（1911年—1994年），中国人民解放军将领、中国人民解放军开国少将。
曾任副军长。1955年，授予中国人民解放军少将。